# Chrysso vittatula
Chrysso vittatula är en spindelart som först beskrevs av Roewer 1942.  Chrysso vittatula ingår i släktet Chrysso och familjen klotspindlar. Inga underarter finns listade i Catalogue of Life.